# Glögg

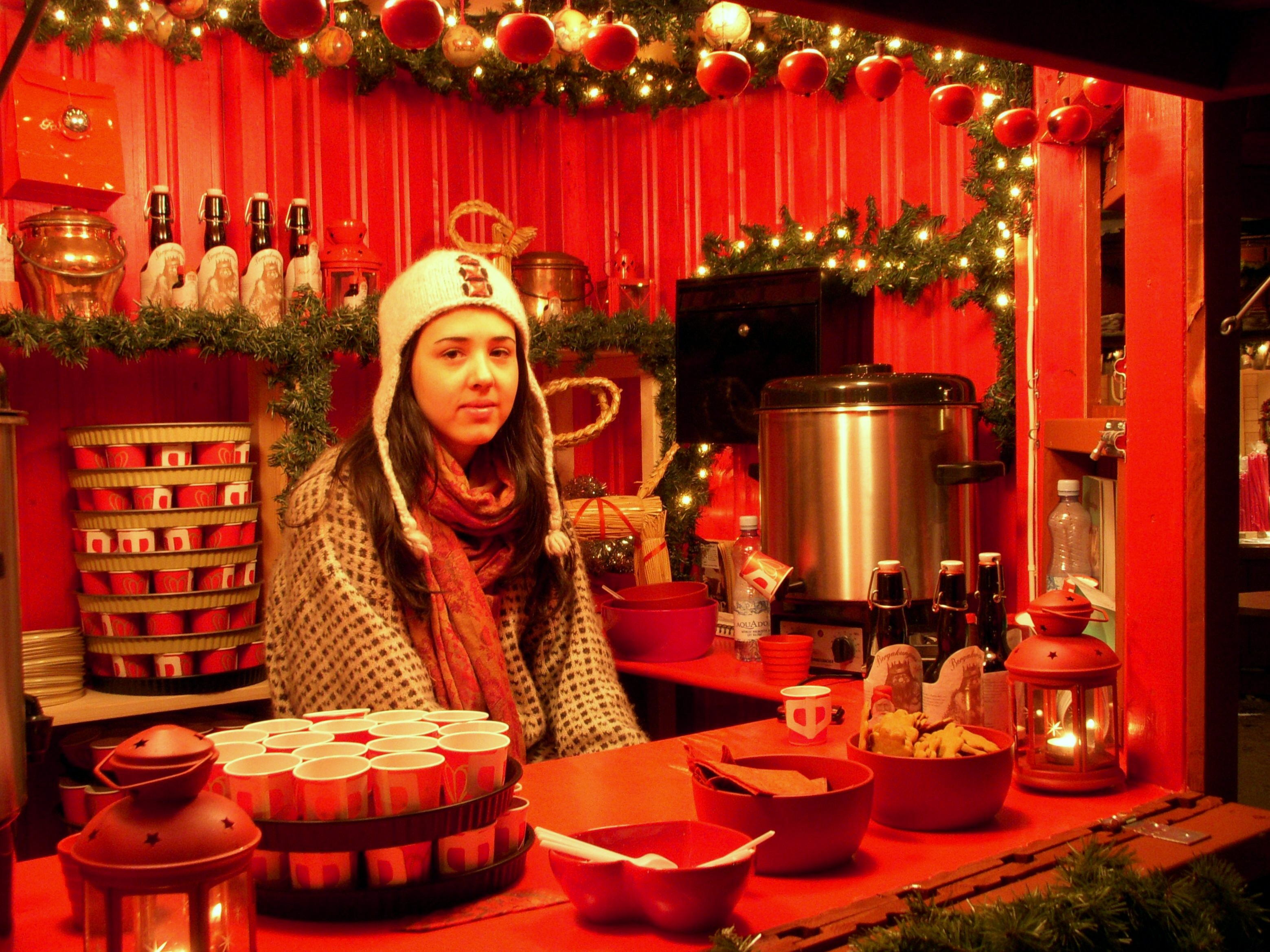
Glögg is altijd te vinden op kerstmarkten in Zweden. Hier een Glöggverkoopster in Gamla Stan

Glögg (uitspraakⓘ) is een gearomatiseerde drank op basis van (meestal) rode wijn die vaak warm gedronken wordt. Het is gekruid met
kaneel, gember, kardemom en kruidnagel. Glögg is een Scandinavische glühwein, een traditionele drank tijdens de kersttijd, vanaf de eerste advent
tot tjugondag Knut. Glögg is verkrijgbaar met en zonder alcohol, in Nederland bijvoorbeeld bij de IKEA.
Glögg drink je in kleine glazen kopjes met amandel of andere noten en rozijnen.